# Hadogenes longimanus
Espèce
Hadogenes longimanus est une espèce de scorpions de la famille des Hormuridae.

## Distribution
Cette espèce est endémique d'Afrique du Sud. Elle se rencontre dans l'Ouest du Mpumalanga et le Gauteng entre 1 100 et 1 500 m d'altitude dans le Nord des Drakensberg.

## Description
Le mâle holotype mesure 130,70 mm, les mâles mesurent de 101,85 à 133,01 mm et les femelles de 90,95 à 139,82 mm.

## Publication originale
- Prendini, 2001 : Two new species of Hadogenes (scorpiones, ischnuridae) from Afrique du Sud., with a description of Hadogenes bicolor and a discussion on the phylogenetic position of Hadogenes. The Journal of Arachnology, vol. 29, no 2, p. 146-172 (texte intégral).